# 瑪格麗特·南卡比瓦
瑪格麗特·南卡比瓦（Margaret Nankabirwa，1987年7月6日—），烏干達女子羽毛球運動員。

## 簡歷
2012年4月，瑪格麗特·南卡比瓦與布里奇特·沙米姆·班吉合作贏得非洲羽毛球錦標賽女子雙打銅牌。

## 主要比賽成績
只列出曾進入準決賽的國際賽事成績：
| 年份   | 賽事               | 公開賽級別 | 項目     | 搭檔                 | 成績 |
| ------ | ------------------ | ---------- | -------- | -------------------- | ---- |
| 2009年 | 烏干達羽毛球國際賽 | 國際系列賽 | 女子單打 | －                   | 亞軍 |
| 2009年 | 烏干達羽毛球國際賽 | 國際系列賽 | 女子雙打 | 沙米姆·班吉          | 冠軍 |
| 2012年 | 非洲羽毛球錦標賽   | 其他       | 女子雙打 | 布里奇特·沙米姆·班吉 | 季軍 |

| 2007-2017年 | 首要超級賽 | 超級賽 | 黃金大獎賽 | 大獎賽 | 國際挑戰賽 | 國際系列賽 | 未來系列賽 | 其他 |

| 2018-2026年 | 總決賽 | 超級1000賽 | 超級750賽 | 超級500賽 | 超級300賽 | 超級100賽 | 國際挑戰賽 | 國際系列賽 | 未來系列賽 | 其他 |